# Madang
För andra betydelser, se Madang (olika betydelser).

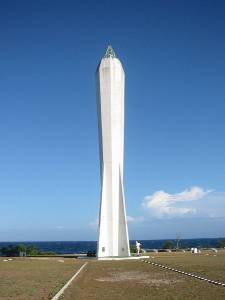
Fyrtornet i Madang

Madang (före 1921 Friedrich-Wilhelmshafen) är huvudort i provinsen Madang i Papua Nya Guinea, och ligger vid Papua Nya Guineas nordkust. Staden hade 29 339 invånare år 2013. Staden sägs vara en av de vackraste i  Söderhavsregionen. I Madang finns universitetet Divine Word University, grundat 1980.